# Premi Internacional de Poesia Ciutat de Melilla
El Premi Internacional de Poesia Ciutat de Melilla és una dels premis literaris més importants d'Espanya, atorgat cada any a una col·lecció de poesia inèdita per un autor de parla hispana. El premi es va crear en 1979 en honor de Miguel Fernández, el poeta més distingit de Melilla, i l'organitza la Conselleria de la Cultura de la Ciutat Autònoma de Melilla. El premi l'atorga en octubre un grup de crítics i poetes de renom, entre les festivitats culturals organitzades per la UNED i l'Ajuntament de Melilla. En 2003 es va establir un finalista. El guanyador del premi rep €18.000, mentre el finalista en guanya €9.000, i tots dos llibres són publicats per Visor, un editor de poesia.

## Guanyadors
- 1979 Alfonso Canales
- 1980 Mariano Roldán
- 1981 Luis Rosers
- 1982 Miguel Fernández
- 1983 Pedro Molina Temboury
- 1984 Fernando Quiñones
- 1985 Miguel Ángel Velasco
- 1986 Antonio Abad
- 1987 Elsa López
- 1988 Almudena Guzmán
- 1989 Pablo García Baena
- 1990 Arcadio López Casanova
- 1991 Ángel García López
- 1992 Rafael Morales
- 1993 Javier Yagüe Bosch
- 1994 Felipe Benítez Reyes
- 1995 Vicente Gallego
- 1996 Juan Carlos Suñén
- 1997 Luis Antonio de Villena
- 1998 Clara Janés
- 1999 Itzíar López Guil
- 2000 Ángeles Mora
- 2001 Benjamín Prado
- 2002 Antonio Jiménez Millán
- 2003 Antonio Cabrera
- 2004 Francisco Díaz de Castro
- 2005 Luis Alberto de Conca
- 2006 Gioconda Belli
- 2007 Miguel García Posada
- 2008 Antonio Lucas
- 2009 Marco Antonio Campos
- 2010 Diana Bellessi
- 2011 Manuel Vilas Vidal
- 2012 Juan Van-Halen
- 2013 Eduardo García
- 2014 Juan Antonio González Iglesias
- 2015 José Luis Rey
- 2016 José Antonio Mesa Toré
- 2017 Loreto Sesma
- 2018 Karmelo C. Iribarren
- 2019 Isabel Pérez Montalbán